# هدایت تلویزیونی
هدایت تلویزیونی (TGM) نوعی سیستم هدایت موشک با استفاده از دوربین تلویزیونی در موشک یا بمب‌های گلایدی است که پس از شلیک، سیگنال‌هایی را به محل سکوی پرتاب خود می‌فرستد. در آن‌جا، یک افسر تسلیحات یا هدف‌گیری بمب، تصویر را روی صفحهٔ تلویزیون، تماشا می‌کند و اصلاحات را روی موشک، معمولاً از طریق یک لینک کنترل رادیویی، ارسال می‌کند؛ بنابراین، هدایت تلویزیونی، یک روش هدایت خودکار موشک و بمب نیست.
این مفهوم برای نخستین بار توسط آلمانی‌ها در طول جنگ جهانی دوم به‌عنوان یک سلاح ضدکشتی هواپایه بررسی شد. این روش، هواپیمای پرتاب‌گر بمب یا موشک را به‌طور ایمن از برد توپ‌های ضدهوایی مستقر در سایت هدف، دور نگه می‌داشت. بهترین نمونهٔ توسعه‌یافتهٔ آلمان‌ها، هنشل ۲۹۳ بود که در نسخه‌های هدایت تلویزیونی، به مرحلهٔ عملیاتی نرسید. ایالات متحده نیز در طول این جنگ، تسلیحات مشابهی به‌ویژه جی‌بی-۴ و تی‌دی‌آر اینتراستِیت را آزمایش کرد اما فقط تعداد کمی از آن‌ها به‌صورت تجربی آزمایش شدند.
چندین سیستم هدایت تلویزیونی، بعد از جنگ، به‌صورت عملیاتی مورد استفاده قرار گرفتند. مدل Blue Boar بریتانیا پس از آزمایش‌های گسترده لغو شد، اما این طرح، بعداً مورد بازنگری قرار گرفت و برای ایفای نقش ضدکشتی، با موشک مارتل، یک‌پارچه شد. ای‌جی‌ام-۶۲ وال‌آی ایالات متحده نیز یک سیستم مشابه است که به یک بمب بدون منبع نیرو متصل است. موشک خا-۲۹ شوروی نیز عملکرد مشابهی با این سیستم دارد.
هدایت تلویزیونی هرگز به‌طور گسترده‌ای مورد استفاده قرار نگرفت، زیرا معرفی بمب‌های هدایت لیزری و جنگ‌افزارهای مبتنی بر جی‌پی‌اس به‌طور کلی جایگزین آن‌ها شده‌اند. با این‌حال، این‌گونه جنگ‌افزارها، در مواقعی خاص که رویکردهایی خاص یا دقت بیشتری مورد نیاز است، مفید هستند. یکی از موارد معروف به‌کارگیری جنگ‌افزارهای هدایت تلویزیونی، در جریان بمباران چاه‌های نفت عراق و نشت نفت در طول جنگ خلیج فارس بود که نیاز به دقت بالایی داشت.

## نمونه‌ها

### مارتِل

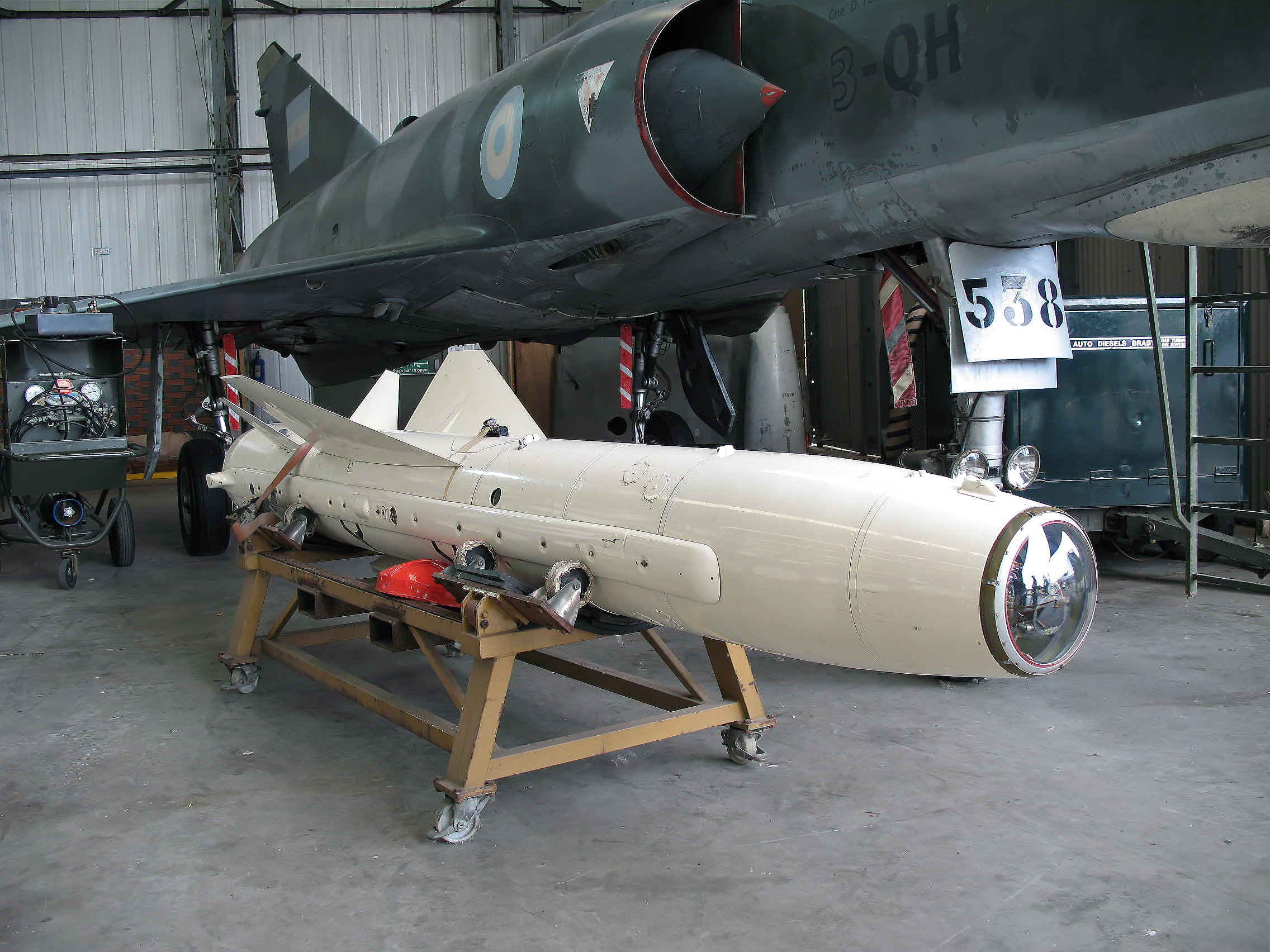
اِی‌جِی. ۱۶۸ مارتِل، سلاح تهاجمی اصلی نیروی دریایی پادشاهی بریتانیا در ناوگان Buccaneer آن‌ها در دهه‌های ۱۹۷۰ و ۸۰ بود.

در اوایل دهه ۱۹۶۰، ماترا و هاوکر سیدلی شروع به همکاری بر روی یک موشک ضد رادار دوربرد با قدرت بالا به‌نام مارتل کردند. در مقایسه با ای‌جی‌ام-۴۵ شرایک ایالات متحده، مارتل برد بسیار بیشتری داشت و تا ۶۰ کیلومتر (۳۷ مایل) برد داشت اما نسخه‌های اولیهٔ شرایک، تنها ۱۰ مایل (۱۶ کیلومتر) برد داشتند. کلاهک جنگی مارتل، ۱۵۰ کیلوگرم (۳۳۰ پوند) بود و کلاهک جنگی شرایک، ۱۴۵ پوند (۶۶ کیلوگرم) وزن داشت. 

### وال‌آی

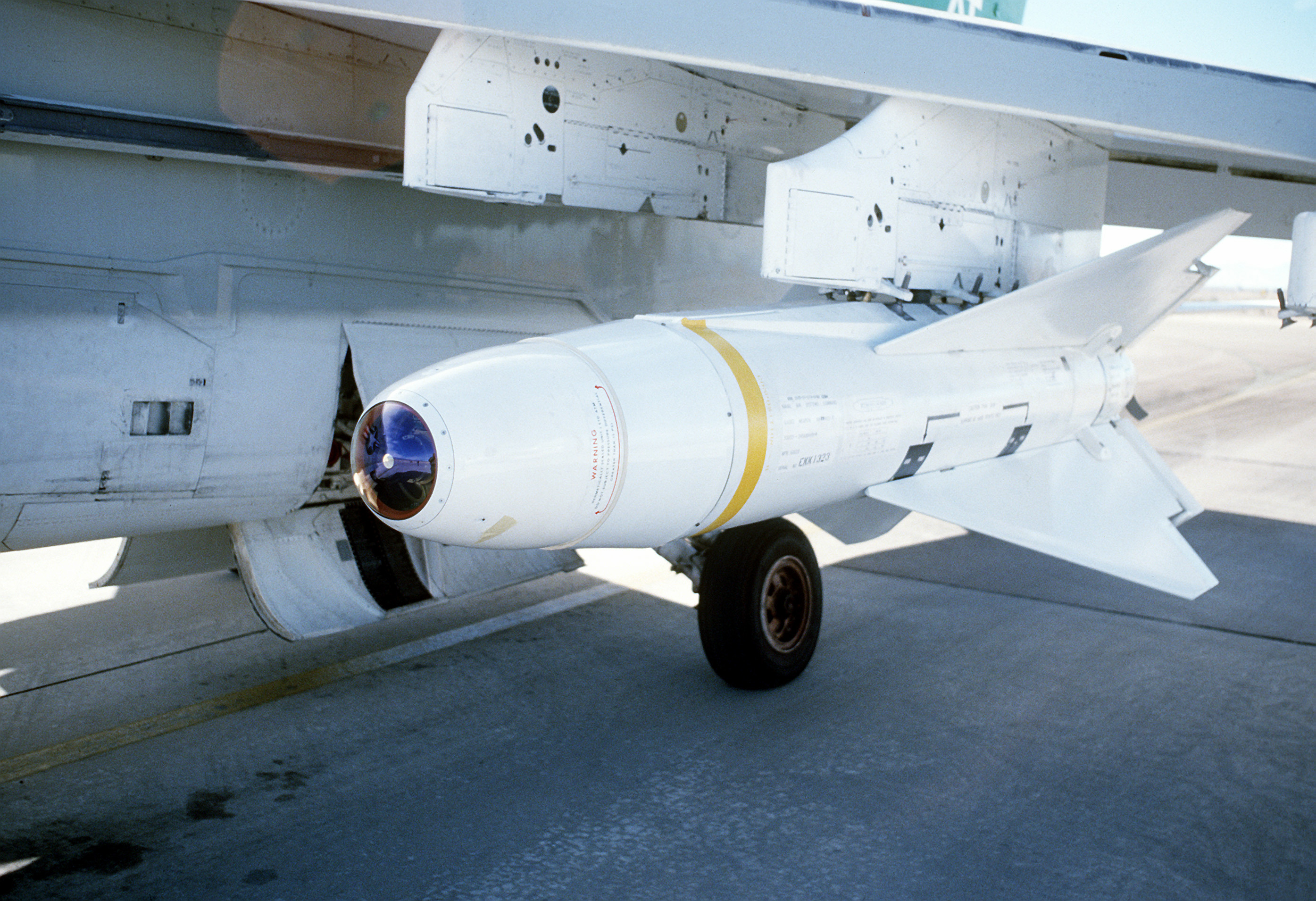
نسخه‌های اولیهٔ وال‌آی، بیشتر شبیه موشک بودند تا بمب. وال‌آی، جنگ‌افزار اصلی ای-۷ کرسر ۲ بود.

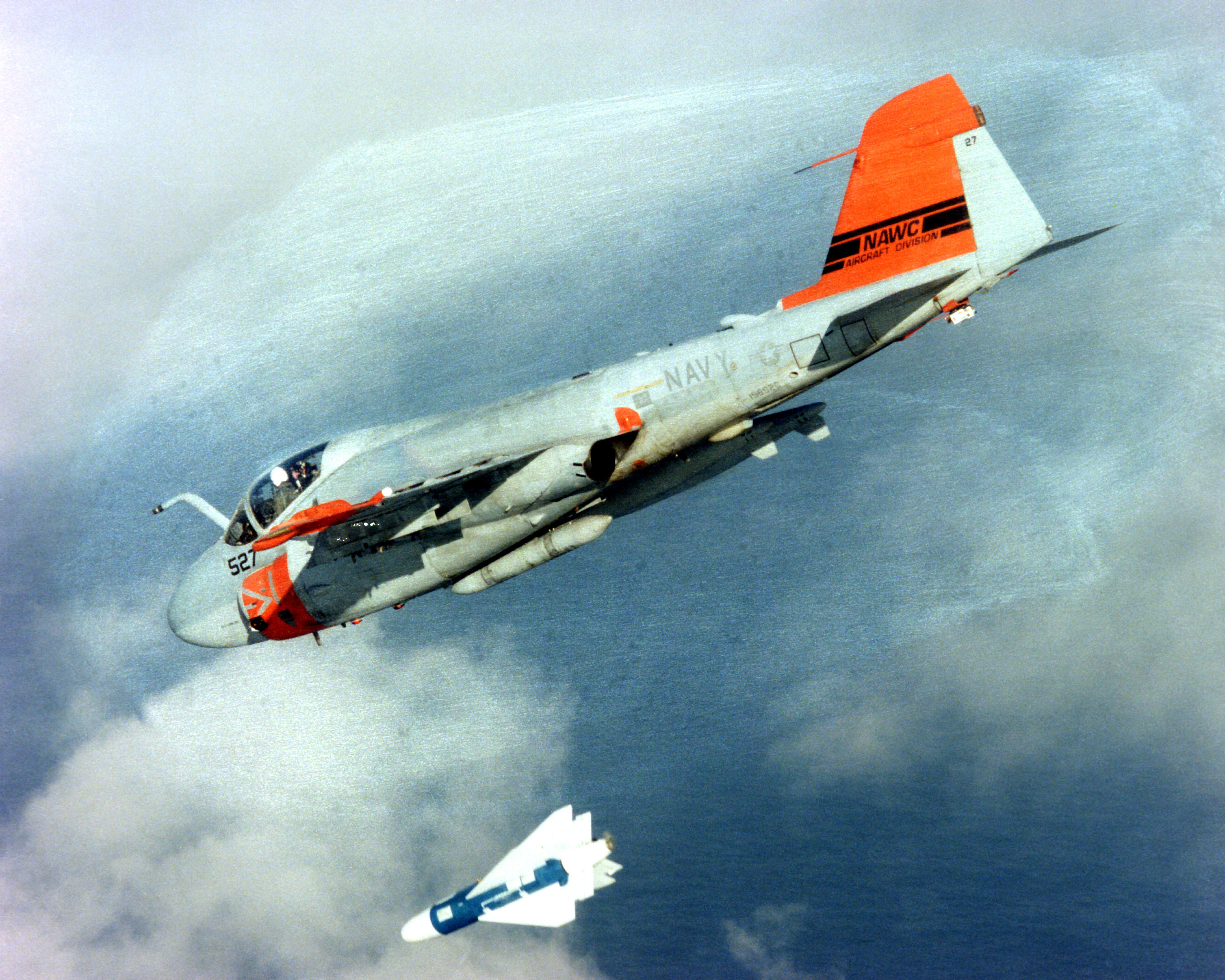
وال‌آی ۲ با یک کلاهک بزرگ‌تر، باله‌ای بسیار بزرگ‌تر و یک سیستم پیوند داده با برد گسترده داشت.

علاقهٔ ایالات متحده به هدایت تلویزیونی عمدتاً در دورهٔ پس از جنگ پایان یافت. با این وجود، توسعهٔ این سیستم، در مقیاس کوچک‌تری ادامه یافت و تیمی در پایگاه هوایی چاینا لیک (NOTS) راهی را برای ردیابی خودکار نقاط روشن یا تاریک روی یک تصویر تلویزیونی ایجاد کردند، مفهومی که امروزه با عنوان جستجوگر کنتراست نوری شناخته می‌شود.
ای‌جی‌ام-۶۲ وال‌آی علی‌رغم این‌که این یک بمب گلایدی است، به‌طور گیج‌کننده‌ای دارای شماره‌گذاری موشک‌های هدایت‌شونده است و کُد "ای‌جی‌ام-۶۲" به آن اختصاص داده شده‌است. این جنگ‌افزار، در سال ۱۹۶۶ وارد خدمت شد و به‌سرعت در تعدادی از حملات دقیق علیه پل‌ها و اهداف مشابه مورد استفاده قرار گرفت. این حملات نشان داد که نمونهٔ اولیهٔ وال‌آی، توانایی ضربه‌زنی مناسب و کافی به اهداف تعیین‌شده را ندارد و بُرد بیشتری نیز مورد نیاز است. این موضوع، منجر به معرفی یک سیستم پیوند داده (Data Link) با برد گسترده (ERDL) و بال‌های بزرگ‌تر برای گسترش برد از ۱۶ تا ۲۴ مایل دریایی (۳۰ تا ۴۴ کیلومتر؛ ۱۸ تا ۲۸ مایل) شد. وال‌آی ۲ یک نسخهٔ بسیار بزرگ‌تر بود که بر اساس بمبی به‌وزن ۲٬۰۰۰ پوند (۹۱۰ کیلوگرم)، به‌منظور بهبود عملکرد، در برابر اهداف بزرگ مانند پل‌ها و افزایش برد بیشتر تا ۳۲ مایل دریایی (۵۹ کیلومتر؛ ۳۷ مایل) ساخته شد.  این بمب‌ها، به‌طور گسترده در جنگ‌های بعدی، مورد استفاده قرار گرفتند و تا دهه‌های ۱۹۷۰ و ۸۰ در خدمت باقی ماندند. وال‌آی در دههٔ ۱۹۹۰ از خدمت عملیاتی، خارج شد و عمدتاً با سلاح‌های هدایت لیزری جایگزین شد.

### خا-۵۹

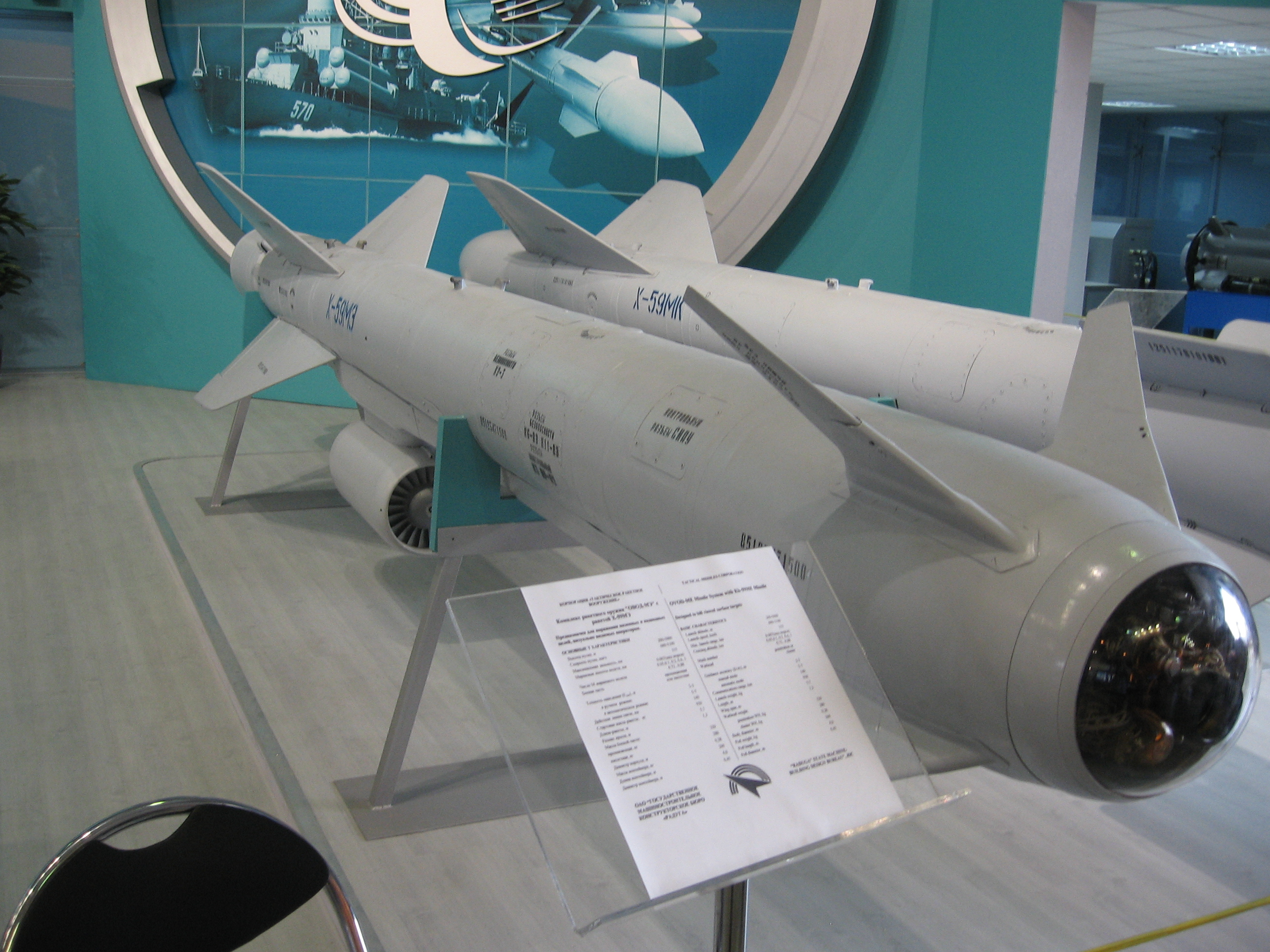
خا۵۹ام‌ئی نسخهٔ هدایت‌شوندهٔ تلویزیونی موشک حملهٔ زمینی خا-۵۹ است.

خا-۵۹ شوروی، یک موشک هوابه‌سطح دوربرد است که دوربین تلویزیونی خود را پس از ۱۰ کیلومتر (۶٫۲ مایل) فاصله گرفتن از هواپیمای پرتاب‌کننده، روشن می‌کند. حداکثر برد آن ۲۰۰ کیلومتر (۱۲۰ مایل) است و به‌شکلی مشابه با وال‌آی، عمل می‌کند.